# 双河乡 (雅安市)
双河乡，是中华人民共和国四川省雅安市名山区曾经下辖的一个乡。2019年12月，撤销双河乡，将原双河乡金鼓村、扎营村、长沙村、延源村、骑龙村、金狮村行政区域划归红星镇管辖，将原双河乡六合村、云台村所属行政区域划归车岭镇管辖。

## 行政区划
双河乡撤销前下辖以下地区：
长沙河村、札营村、金鼓村、骑龙村、天台村、六合村、金狮村和延源村。